# Es geht nicht ohne Liebe
Es geht nicht ohne Liebe ist ein deutscher Fernsehfilm von Rudi Kurz aus dem Jahr 1963, der von der DEFA für den Deutschen Fernsehfunk produziert wurde.

## Handlung
Irene Klaussen wuchs nach dem Tod ihrer Mutter bei ihrem Vater auf, der als Ingenieur in einem Messgerätewerk in Berlin arbeitet. Sie ist eine Einzelgängerin, jedoch hochbegabt und intelligent. Matheaufgaben kann sie schnell lösen, ist auch sonst eine sehr gute Schülerin und kann selbst technische Zeichnungen mühelos anfertigen. Sie kleidet sich burschikos und nimmt kaum gesellschaftliche Aufgaben wahr. Eines Tages erscheint sie zu spät bei einer Mathematikarbeit und sieht, dass es in der Klasse einen neuen Schüler gibt. Er heißt Peter Lemke, ist gutaussehend und verdreht den Mädchen der Abiturklasse den Kopf. Wie Irene ist auch er nach kurzer Zeit mit der Arbeit fertig. Beide treffen vor dem Klassenraum aufeinander und Peter zieht Irene wegen ihrer Kleidung auf. Er behauptet, sie habe krumme Beine, weil sie sie in Hosen verstecke. Irene jedoch hat sich in Peter und zum ersten Mal überhaupt verliebt und versucht die nächsten Tage viel, um ihm zu gefallen. Sie geht früher zur Schule, damit sie mit ihm noch einige Stationen im Bus mitfahren kann und strengt sich in der Schule besonders an. Dennoch kritisiert Peter sie bei der nächsten Versammlung des Lern-Aktivs. Zwar sei sie eine der besten, dies jedoch nur auf Kosten anderer. Irene geht weinend nach Hause und ihr Vater tröstet sie. Obwohl sie nicht zum Schulball gehen will, kauft ihr Vater ihr ein prächtiges Kleid, Schuhe und Schmuck. Wie verwandelt erscheint sie auf dem Ball und Peter hat nun endlich Augen für sie. Als er sie küsst, ohrfeigt sie ihn dennoch. Sie kann es nicht verstehen, dass er sie plötzlich mag, nur weil sie ein Kleid trägt. Dennoch werden beide ein Paar und verbringen viele Stunden zusammen. Eines Tages berichtet er ihr, dass er sich für ein Jahr lang freiwillig auf die Baustelle des Erdölkombinats in Granow verpflichtet habe. Ohne ihm etwas davon zu sagen, verpflichtet sich Irene ebenfalls.
Nach der Abiturzeugnisvergabe, bei der Irene als eine der besten Schülerinnen ausgezeichnet wird, ist Peter plötzlich verschwunden. Irene glaubt, er sei nach Granow gefahren, und reist ihm überstürzt noch im Abiturkleid nach. Auf der Baustelle begegnet ihr der Einsatzleiter und FDJ-Sekretär Anton kritisch. Für ihn ist sie nur eine „Zierpuppe“, die von praktischer Arbeit keine Ahnung hat. Dennoch weigert sich Irene, in der Planungsabteilung der Baustelle zu arbeiten. Stattdessen lässt sie sich zum Grabenausheben einteilen. Noch vor Beginn der Arbeit erfährt sie per Brief, dass Peter in der Werbeabteilung von Granow tätig ist. Diese Arbeit wiederum kann er von Berlin aus erledigen, sodass er nicht in Granow arbeiten wird. Irene will sofort ihren Arbeitseinsatz absagen, besinnt sich jedoch, da sie Antons Vorurteil widerlegen will. Sie arbeitet die nächsten Wochen hart, kann sich jedoch nicht ins Kollektiv eingliedern. Sie gilt als Außenseiterin und schwierig, weiß vieles tatsächlich besser, wird jedoch aufgrund ihrer hochnäsigen Art auch von den Männern abgelehnt. Ihr erstes freies Wochenende plant Irene in Berlin, wo sie sich mit Peter treffen will. Der jedoch muss an diesen Tagen in der Bundesrepublik arbeiten und Irene beginnt zu weinen. Sie wird von einer Kollegin eingeladen, mit anderen zum Schwimmen zu gehen. Zum ersten Mal wird sie Teil der Gemeinschaft. Der Arbeiter Horst, genannt „Ali-Baba“, flirtet mit ihr und sie lässt es sich arglos gefallen. Als andere Mädchen ihr mitteilen, dass Horst der Freund von Arbeiterin Regina ist, bringt sie Horst dazu, zu Regina zu gehen. Später heiraten Horst und Regina und Regina leiht sich dafür Irenes Ballkleid.
Anton erkennt Irenes Potenzial und setzt sie in der Folgezeit in den verschiedensten Positionen auf der Großbaustelle ein. Sie lernt so alle Arbeiten kennen und ist unter anderem als Baggerführerin und Maurerin tätig. Sie glaubt, Anton wolle sie schikanieren, und sagt ihm eines Abends die Meinung. Dabei zerstört sie versehentlich eine Planzeichnung, die Anton gerade mühevoll angefertigt hat. Sie bekommt ein schlechtes Gewissen und erstellt die Zeichnung für ihn neu. Sie erfährt, dass auch er sich für die Aufnahme auf die Bauingenieurschule in Schwerin bewerben will. Aufgrund seiner zahlreichen Aufgaben auf der Baustelle kommt er jedoch nicht dazu, sich für die Aufnahmeprüfung vorzubereiten. Beide lernen von nun an gemeinsam, sie nimmt ihm einen Teil der Planzeichnungen ab und sie kommen sich näher. Zusammen bestehen sie schließlich die Aufnahmeprüfung und Vater Klaussen ist von Anton begeistert.
Nach Ende ihres Jahres auf der Baustelle kehrt Irene nach Berlin zurück. Sie trifft sich mit Peter und beide verbringen die Nacht zusammen. Am nächsten Morgen muss Irene jedoch erkennen, dass Peter nicht der zielstrebige und perfekte junge Mann ist, für den sie ihn gehalten hat. Mehrfach hat er sich in diesem Monat bereits aus Faulheit krank in seinem Betrieb gemeldet. Er ist gerade auf Arbeit gegangen und Irene säubert die Wohnung, als eine fremde Frau vor der Tür steht. Es stellt sich heraus, dass Peter seit einem halben Jahr eine Affäre hat. Irene hat er vor seiner Geliebten als Schwester ausgegeben. Irene ist entsetzt und geht sofort. Nach Hause zieht es sie nicht und so folgt sie einfach ihrem Gefühl. Am Ende landet sie wieder auf der Baustelle in Granow und fällt glücklich Anton in die Arme. Beide gehen gemeinsam davon.

## Produktion

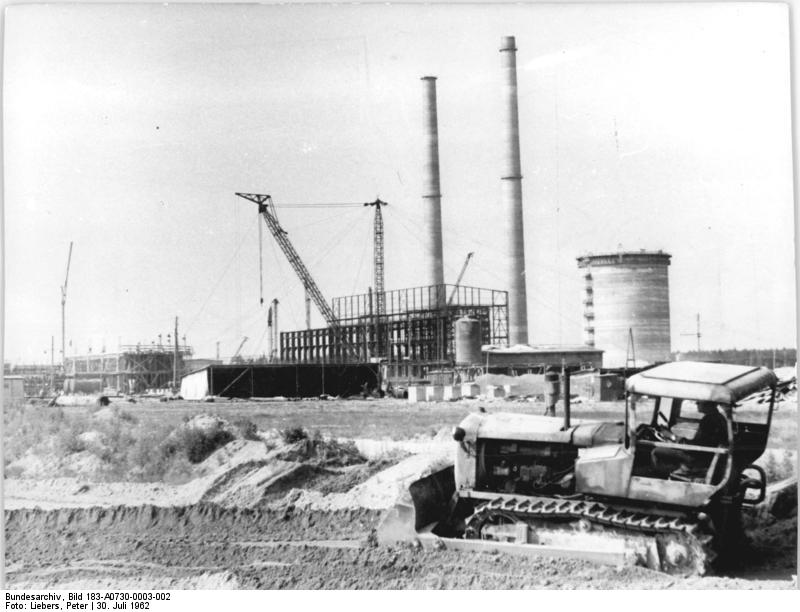
Baustelle Schwedt, ein Drehort des Films

Es geht nicht ohne Liebe beruht auf der gleichnamigen Erzählung von Jan Koplowitz, der auch am Drehbuch beteiligt war. Das Drehbuch weicht dabei von der Vorlage ab, so spielt die Buchhandlung zum Beispiel in der ČSSR.
Die Dreharbeiten fanden in den DEFA-Studios Potsdam-Babelsberg und auf der Baustelle des VEB Petrolchemischen Kombinats in Schwedt/Oder statt. Die Filmbauten stammen von Ernst-Rudolf Pech, die Kostüme schuf Marianne Schmidt. Der Film erlebte am 22. Oktober 1963 auf dem DFF seine Fernsehpremiere.